# Ingeniería neural
La ingeniería neural, también conocida como neuroingeniería, es una disciplina que utiliza técnicas de ingeniería para comprender, expandir, reparar, reemplazar, mejorar o tratar las enfermedades o funcionalidades del sistema nervioso. Los profesionales de la ingeniería neural están calificados para resolver problemas de diseño en la interfaz entre el tejido neural vivo y construcciones artificiales no vivas.

## Disciplinas contribuyentes
Existen diferentes disciplinas desde las cuales se contribuye a la neuroingeniería, como:
- Biomedicina
- Ciencias Computacionales
- Ingeniería Biomédica
- Ingeniería Biónica
- Medicina
- Electrónica
- Cirugía

## Descripción
Este campo de la ingeniería se basa en los campos de la neurociencia computacional, neurociencia experimental, neurología, ingeniería eléctrica y procesamiento de señales de tejidos neuronales vivos, y comprende elementos de robótica, cibernética, ingeniería informática, ingeniería de tejidos neuronales, ciencia de materiales y nanotecnología.
Uno de los objetivos principales en el campo incluye la restauración y aumento de las funciones neuronales del cerebro humano a través de una interacción directa entre el sistema nervioso y dispositivos artificiales.
La mayor parte de las investigaciones se centran en la comprensión de la codificación y procesamiento de la información en los sistemas sensorial y cerebral, cuantificando cómo este proceso se ve alterado en un estado patológico, y cómo se puede manipular a través de la interacción con dispositivos artificiales, incluyendo interfaces cerebro-computador y neuroprótesis. De igual modo, se utilizan técnicas como la electromiografía (EMG) y electroencefalografía (EEG), el procesamiento de señales para la mejora del diagnóstico y la interacción cerebro-computadora (BCI), y el uso de entornos virtuales y juegos serios para la rehabilitación cognitiva y motora.
La transferencia tecnológica se impulsa a través de spin-offs universitarias y empresas que desarrollan y comercializan dispositivos para neurorehabilitación, como exoesqueletos robóticos.
Debido a la interdisciplinariedad y trandisciplinariedad de esta rama de la ingeniería, sus áreas de desempeño van desde el desarrollo de interaces cerebro-computadora, neuroprótesis para rehabilitación, neuroimagen, neuromodulación hasta la neuroinformáticay la robótica. Otras investigaciones se concentran en experimentos que incluyen implantes cerebrales conectados con tecnología externa.

## Iniciativas

### Computadoras biológicas
Como un avance reciente en el campo de la neuroingeniería, la empresa australiana Cortical Labs ha introducido CL1, la primera computadora biológica disponible comercialmente que opera mediante neuronas humanas cultivadas en laboratorio. El funcionamiento de la CL1 se basa en la habilidad intrínseca de las neuronas para adaptarse a su entorno y establecer conexiones de forma autónoma. Estas neuronas se mantienen viables por hasta seis meses gracias a una solución nutritiva y un sistema de soporte vital interno. Un microprocesador actúa como puente, transmitiendo y recibiendo señales eléctricas hacia y desde las neuronas a través de biOS, un sistema operativo singular que simula un entorno virtual.
Una característica de la CL1 reside en su eficiencia energética, consumiendo una cantidad de energía significativamente menor en comparación con las unidades de procesamiento gráfico (GPUs) utilizadas en los centros de datos convencionales para cargas de trabajo de inteligencia artificial. Se ha resaltado que su propósito no es reemplazar las computadoras tradicionales en tareas cotidianas.
Entre sus funciones proyectadas están principalmente las de investigación para profundizar la comprensión del procesamiento de información a nivel neuronal, estudiar el aprendizaje en tiempo real y expandir el conocimiento sobre enfermedades neurodegenerativas y cognitivas. Adicionalmente, ofrece una alternativa ética a la experimentación con animales.

### Neuroingeniería de precisión
Investigadores de la Universidad de Barcelona y la Universidad de Tohoku en Japón utilizaron herramientas de neuroingeniería de precisión para diseñar en el laboratorio circuitos neuronales in vitro que imitan la capacidad del cerebro para reconfigurar dinámicamente sus interconexiones en respuesta a estímulos, un proceso que implica integración (mayor cohesión entre áreas cerebrales) o segregación (menor cohesión) mediante el fortalecimiento o debilitamiento de las conexiones neuronales.
Con este estudio se incrementa el conocimiento de la organización modular del cerebro para optimizar su flexibilidad funcional, proporcionando conocimientos sobre los mecanismos que dan forma a la dinámica cerebral.

## Laboratorios y empresas internacionales
Las investigaciones y desarrollo de prototipos se enfocan en enfermedades del sistema nervioso, restauración de funciones somatosensoriales por medio de prótesis o cirugía estereotáxica en modelos animales con equipos interdisciplinarios de profesionistas de la medicina, ingeniería y otras ciencias de la vida.
Una empresa privada que ha impulsado, aunque de manera controversial, a la neuroingeniería es Neuralink del billonario y funcionario público sudafricano estadounidense Elon Musk.

## Organizaciones
Existen varias organizaciones internacionales cuyas actividades están plenamente enfocadas en la neuroingeniería o tienen implicaciones parciales o tangenciales en sus diversas disciplinas. Entre sus principales exponentes se encuentran diversas asociaciones de ingeniería biomédica.
- Engineering in Medicine and Biology Society (EMBS)
- Biomedical Engineering Society (BMES)
- International Federation of Medical and Biological Engineering (IFMBE)

### Revistas especializadas
- IEEE Transactions on Biomedical Engineering
- IEEE Transactions on Neural Systems and Rehabilitation Engineering
- The Journal of Neural Engineering
- JNER Journal of NeuroEngineering and Rehabilitation
- Journal of Neurophysiology Archivado el 23 de noviembre de 2017 en Wayback Machine.

- Datos: Q1306528
- Multimedia: Neuroengineering / Q1306528